# フランクフルト＝ヘーヒスト

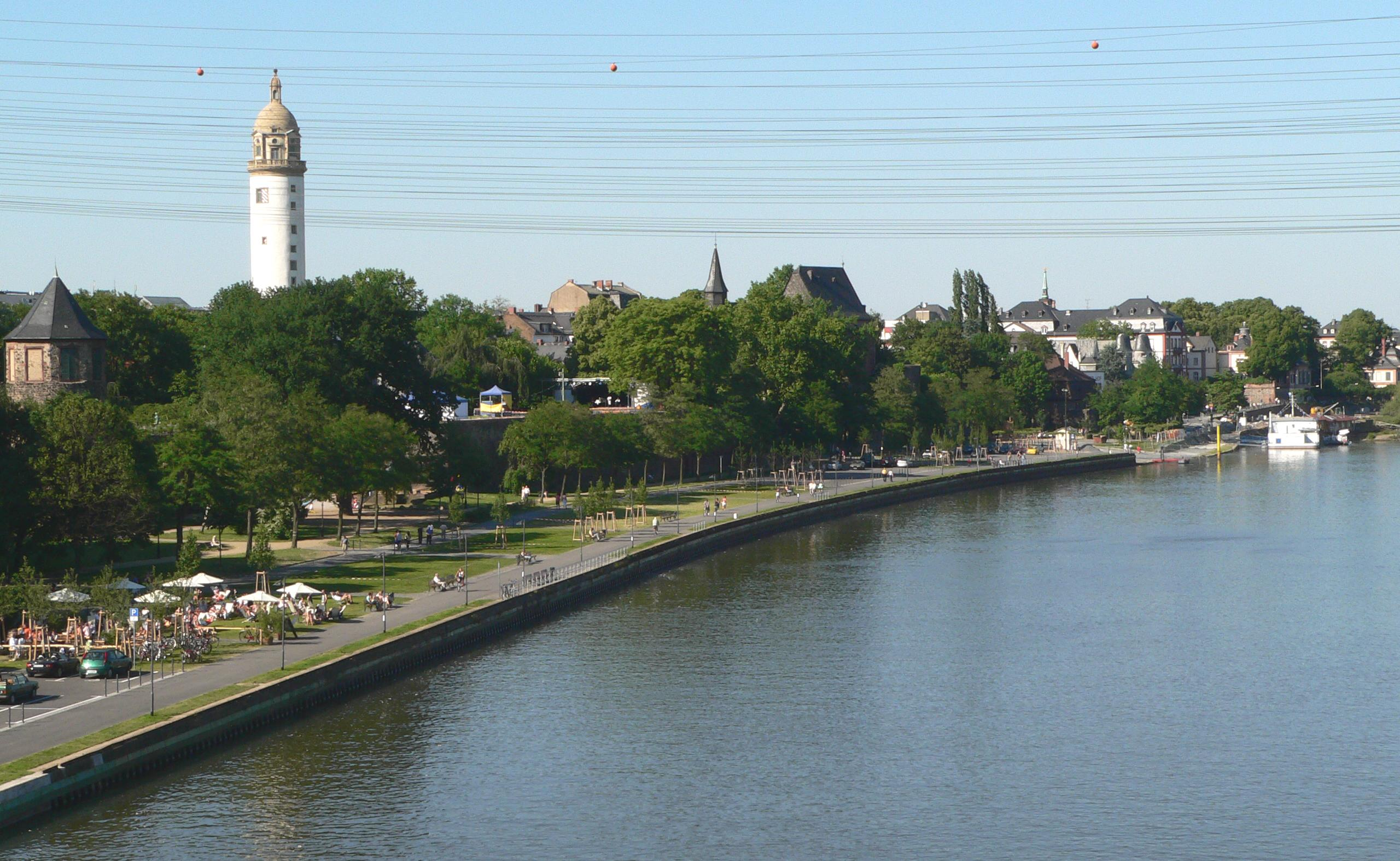
ヘーヒスト

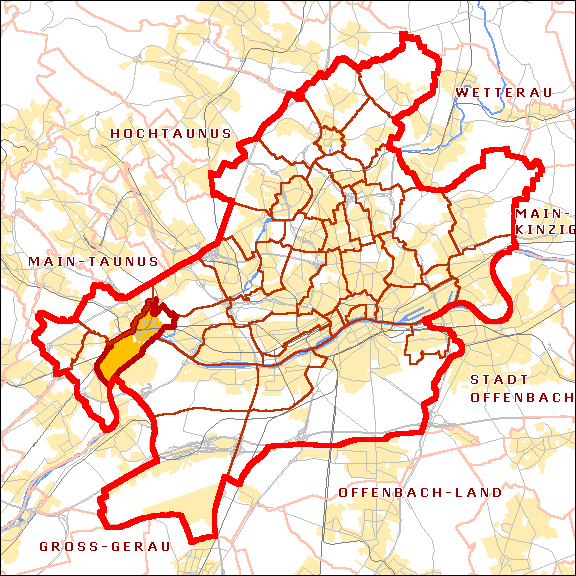
ヘーヒストの位置

フランクフルト＝ヘーヒスト (Frankfurt-Höchst) は、ドイツ・ヘッセン州の都市フランクフルトの46ある地区 (Stadtteil) の1つ。

## 概要
フランクフルト都心の西10km、ニッダ川とマイン川の合流点、マイン川右岸（北岸）に位置する。
かつてはマインツ選帝侯領に所属し、河川交易に対する関税で栄えた都市であったが、近年は化学メーカーヘキストを中心とした工業地区となっている。
1928年までは、独立した都市ヘーヒスト・アム・マイン (Höchst am Main) だった。
ヘキスト陶磁器工房発祥の地でもある。

## 歴史
河川に面しているにもかかわらず、やや高い土地であるため洪水の影響を受けにくく、新石器時代から定住した痕跡が認められる。ローマ時代に砦が造られたが、その後放棄されたようで、定住の痕跡は途切れる。ヘーヒストが再び歴史に出るのは、790年のロルシュ修道院の写本である。830年頃にマインツ大司教により聖ユスティヌス教会が建設されたため、この時期にマインツ大司教の支配下に入ったと考えられている。マインツにとってヘーヒストでの関税徴収は重要な収入源であったが、河川交易を収入源とする近隣のフランクフルトとの対立の種となり、神聖ローマ皇帝から関税徴収を禁止されたり、直接攻撃を受けたりした。
1803年にマインツ選帝侯領が世俗化されると、ナッサウ公国の統治下となるが、ナッサウ公国が普墺戦争に敗北すると、フランクフルトと共にプロイセンに併合される。
市内に設立された化学メーカーヘキストが他社と合併してIGファルベン(本社:フランクフルト)となったのに伴い、1928年にフランクフルトと合併する。

## 交通
ドイツ鉄道ヘーヒスト駅が旧市街地の北側に位置し、バスターミナルが併設されてフランクフルト市西部の交通結節点となっている。またフランクフルト市電が旧市街地東側まで乗り入れており、フランクフルト中心部と接続している。
フランクフルト空港がマイン川の対岸にあるため、路線バスで接続されている。